# Augustin Joseph Caron
Pour les articles homonymes, voir Caron.
Augustin Joseph Caron, né le 29 octobre 1774 à Creuse dans la Somme, mort le 1er octobre 1822 à Strasbourg, est lieutenant-colonel sous l'Empire.

## Biographie
Joseph Caron s'engagea dans l'armée à 17 ans dans le 4e régiment de dragon. Il fait toutes les campagnes de la Révolution, puis de l'Empire, gravissant tous les grades jusqu'à celui de lieutenant-colonel (maréchal des logis le 20 prairial an 2, adjudant le 1er prairial an 5, sous-lieutenant le 1er pluviôse an 6, capitaine le 22 octobre 1808, chef d'escadron le 8 octobre 1808) (réf. Archives militaires, série 2YE).  
À la suite d'un fait d'armes, lors de la campagne d'Espagne, il reçoit la Légion d'honneur : ...Je propose pour la décoration d'officier de la légion d'honneur monsieur le chef d'escadron Caron qui s'est constamment distingué par sa bravoure, par son intelligence dans toutes les affaires où il s'est trouvé avec le régiment et plus particulièrement encore dans l'escarmouche du 31 mars dernier près de Torquemada où avec 68 dragons, il a culbuté 3 escadrons ennemis qui l'attendaient en colonne serrée, a tué 40 hommes et mis 60 hors de combat, dont plusieurs officiers. Le chef d'escadron Caron est digne de la bienveillance de sa majesté l'Empereur... Mémoire de proposition du major commandant le 17e régiment de dragons Peridiez (AN - dossiers légion d'honneur).   
À la fin de l'Empire, il est mis à la demi-solde, puis au bout de six mois prend sa retraite. 
Sous la Restauration, il fut accusé d'avoir pris part à la conspiration du 19 août 1820 dite du Bazar français, galerie marchande, rue Cadet à Paris, où se réunissaient les conspirateurs. L'idée était de soulever l'armée  contre la famille royale. Chargé de soulever son ancien régiment devenu les dragons de la Seine, le lieutenant-colonel Caron échoue et est arrêté après dénonciation.  
Rapport fait à monsieur le général baron de Mauville par monsieur de l'Etang, chef d'escadron aux dragons de la Seine : « … aujourd'hui à 8 heures du soir, une personne s'est présentée chef moi, se présentant comme le lieutenant-colonel Caron, et m'a fait une tentative d'engagement dans un complot de révolte… » (AN - Série F7 6676).  
Défendu par Félix Barthe, il fut acquitté, comme une partie de ses complices. Seuls les contumax furent condamnés à mort. Le lieutenant-colonel Caron retourna à Colmar. Une nouvelle conspiration fut découverte à Belfort en 1821, tentée par d'anciens complices du complot du Bazar français de l'année précédente. Les accusés passaient aux assises lorsque Caron proposa à des sous-officiers de la garnison de Colmar de délivrer les prisonniers. Ceux-ci feignirent de partager son projet. Quand Caron se fut compromis ouvertement, ils le ramenèrent eux-mêmes enchaîné à Colmar. Traduit devant un conseil de guerre, bien qu'il ne fût plus militaire, il fut condamné à mort et fusillé à Strasbourg le 1er octobre 1822 sur le terrain militaire du Polygone. La Cour de cassation n'avait pas encore rejeté son pourvoi qu'il était déjà exécuté.